# Кольца Харикло
Кольца Харикло — система планетных колец вокруг кентавра (10199) Харикло. Харикло имеет диаметр 250 километров, окружена двумя узкими и плотными кольцами шириной 7 км и 3 км, разделёнными щелью шириной 9 км. Кольца расположены на расстоянии 391 и 405 км от центра Харикло. Кольца были открыты командой астрономов с помощью Европейской южной обсерватории и других телескопов в Южной Америке во время покрытия звезды UCAC4 248-108672 кентавром 3 июня 2013 года. Сообщение об открытии было сделано 26 марта 2014 года.
Существование системы колец вокруг малой планеты было неожиданным, поскольку считалось, что кольца могут быть стабильны только вокруг гораздо более массивных тел. Остаётся неясным, как Харикло могла удержать кольца в течение длительного времени. Предполагается, что стабильность колец обеспечивается спутником-пастухом. Команда назвала кольца Ояпок (внутреннее, более плотное кольцо) и Чуй (внешнее кольцо), в честь двух рек, которые формируют северную и южную прибрежные границы Бразилии. Запрос на присвоение имён должен быть подан в Международный астрономический союз несколько позже[когда?].

## Открытие
Харикло является крупнейшим представителем кентавров и вращается вокруг Солнца между орбитами Сатурна и Урана. Было предсказано, что 3 июня 2013 года из Южной Америки можно будет наблюдать покрытие кентавром звезды UCAC4 248-108672, расположенной в созвездии Скорпиона и имеющей видимую звёздную величину 12.4.
Покрытие наблюдалось с помощью тринадцати телескопов, расположенных в Аргентине, Бразилии, Чили и Уругвае, группой астрономов во главе с Фелипе Брага Рибасом, постдоком Национальной обсерватории в Рио-де-Жанейро, представляющей 34 научных организации из 12 стран, наблюдала это покрытие, явление, во время которого звезда скрывается за телом, которое её затмевает. Несмотря на сверхчувствительные высокоскоростные камеры, записывающие 10 изображений в секунду на одном из телескопов обсерватории Ла-Силья, основные наблюдения колец были сделаны Датским национальным телескопом с диаметром зеркала 1,54 метра. Благодаря большей скорости считывания данных с его камеры, этот телескоп смог разрешить отдельные кольца Харикло.
Во время покрытия видимая звёздная величина должна была измениться с 14,7 (звезда + Харикло) до 18,5 (только Харикло) на время не более 19,2 секунд. Это увеличение на 3,8 звёздных величин эквивалентно уменьшению яркости в 32,5 раз. Но кроме самого покрытия, на кривой блеска было отмечено четыре дополнительных небольших уменьшения яркости, за семь секунд до начала покрытия и через семь секунд после его окончания. Эти вторичные покрытия указывали, что что-то частично блокировало свет звезды UCAC4 248-108672. Симметрия вторичных покрытий и их наблюдение из разных мест помогли восстановить не только форму и размер объекта, но и толщину, ориентацию и расположение плоскости колец. То, что свойства колец, полученные из различных наблюдений, хорошо согласуются друг с другом, позволяет исключить альтернативные объяснения этих особенностей кривой блеска, такие как истечение газов из астероида (подобное истечению газов из кометы).

## Происхождение
Предполагается, что кольца могли сформироваться в результате столкновения Харикло с другим кентавром, кометой или собственным спутником, столкновения двух спутников Харикло, приливного разрушения спутника на ретроградной орбите или из материала, выброшенного с поверхности Харикло в результате кометной активности или под действием центробежных сил. Если кольца сформировались в результате столкновения некоторого объекта с Харикло, скорость столкновения должна была быть низкой — в противном случае частицы колец были бы выброшены за пределы сферы Хилла Харикло.

## Свойства
Ориентация колец согласуется с видом с ребра при наблюдении с Земли в 2008 году. Это может объяснить наблюдаемое уменьшение яркости Харикло между 1997 и 2008 в 1,75 раза, а также постепенное исчезновение из спектра водяного льда по мере того, как площадь проекции колец уменьшалась. С 2008 по 2013 год блеск системы увеличился в 1,5 раза, а в инфракрасной области спектра снова появились линии, соответствующие водяному льду. Это говорит о том, что кольца состоят, по крайней мере частично, из водяного льда.
| Кольца Харикло     |                       |                        |             |                    |
| Временное название | Предлагаемое название | Оптический радиус (км) | Ширина (км) | Оптическая глубина |
| Харикло            | Харикло               | 124 ± 9                | —           | 1,0                |
| 2013C1R            | Ояпок                 | 390,6 ± 3,3            | ≈ 7         | 0,4                |
| 2013C2R            | Чуй                   | 404,8 ± 3,3            | ≈ 3         | 0,06               |